# 荒瀨號
荒瀨號（日语： Arase，開發編號：SPRINT-B）是日本宇宙航空研究開發機構（JAXA）轄下宇宙科學研究所（ISAS）於2016年12月20日發射升空的探測衛星，計劃名為地球磁層能量與輻射探索計劃（Exploration of energization and Radiation in Geospace，簡稱ERG），採用JAXA與NEC共同開發的SPRINT衛星平台。

## 概要
荒瀨號是繼行星光譜觀測衛星（ひさき，SPRINT-A）後第二個採用SPRINT衛星平台，屬於小型科學研究衛星。
ERG主要研究地球磁暴與副磁暴期間，范艾倫輻射帶中高能量粒子加速以及高能量粒子消失於電離層中的物理機制，並從而了解輻射層如何保護地球不受太空中的高能量粒子入侵。
ERG由日本宇宙航空研究開發機構（JAXA）主導，衛星中的科學酬載分別由宇宙科學研究所（ISAS）與日本多間大學共同合作設計與製造，總計超過30個以上單位參與，總計畫金額高達60億元新台幣。臺灣則在2014年獲邀加入此衛星任務，由中研院天文所和國立成功大學共同組ERG臺灣團隊，參與ERG衛星中測量低能量電子分布的酬載（LEP-e），從設計開發、零組件製造、組裝與整合測試，乃至於後續的資料格式設定，皆由臺灣的團隊負責。
雖然ERG原定計畫於2015年度發射升空，但由於發生無法事先預知的技術問題，其後計劃改定於2016年度發射，最終於2016年12月20日20時00分（日本標準時）發射升空。發射及展開太陽能板運作後，ERG衛星獲正式命名，被JAXA授與「ARASE（あらせ）」的愛稱。「荒瀨」的名稱由來，JAXA給予兩個理由，一是ERG前往探索的宇宙空間是充滿高能量粒子的范艾倫輻射帶，像是一條流動的宇宙「洪荒之瀬」；二是發射ERG的內之浦宇宙空間觀測所所在鹿兒島縣肝付町流經的「荒瀬川」有著關於鳥類晨鳴的傳說，太空中存在著可聽頻段中的電磁波，同樣也被稱為「晨鳴」（Dawn Chrous）。

## 技術諸元
ERG採用了由NEC與JAXA共同研發的SPRINT衛星平台，總重量約350kg，機上電腦搭載了航太方面專用的「T-Kernel 2.0 AeroSpace（T2AS）」高可靠度實時作業系統。
科學酬載
- 電漿粒子探測器（PPE）
  - 低能量電子分析儀（LEP-e）
  - 低能量離子能量-質量分析儀（LEP-i）
  - 中能量電子分析儀（MEP-e）
  - 中能量離子能量-質量分析儀（MEP-i）
  - 高能量電子分析儀（HEP）
  - 超高能量電子分析儀（XEP）
- 磁力計（MGF）
- 電場與電漿波探測儀（PWE）
- 電漿波與粒子之間交互作用分析儀（S-WPIA）

## 外部連結
- 宇宙科学研究所ウェブサイト ジオスペース探査衛星「あらせ」（ERG衛星） （页面存档备份，存于）（日語）
- JAXA | ジオスペース探査衛星「あらせ」（ERG） （页面存档备份，存于） （日語）
- 臺灣ERG數據中心 （页面存档备份，存于）（繁體中文）